# Caroline Beck

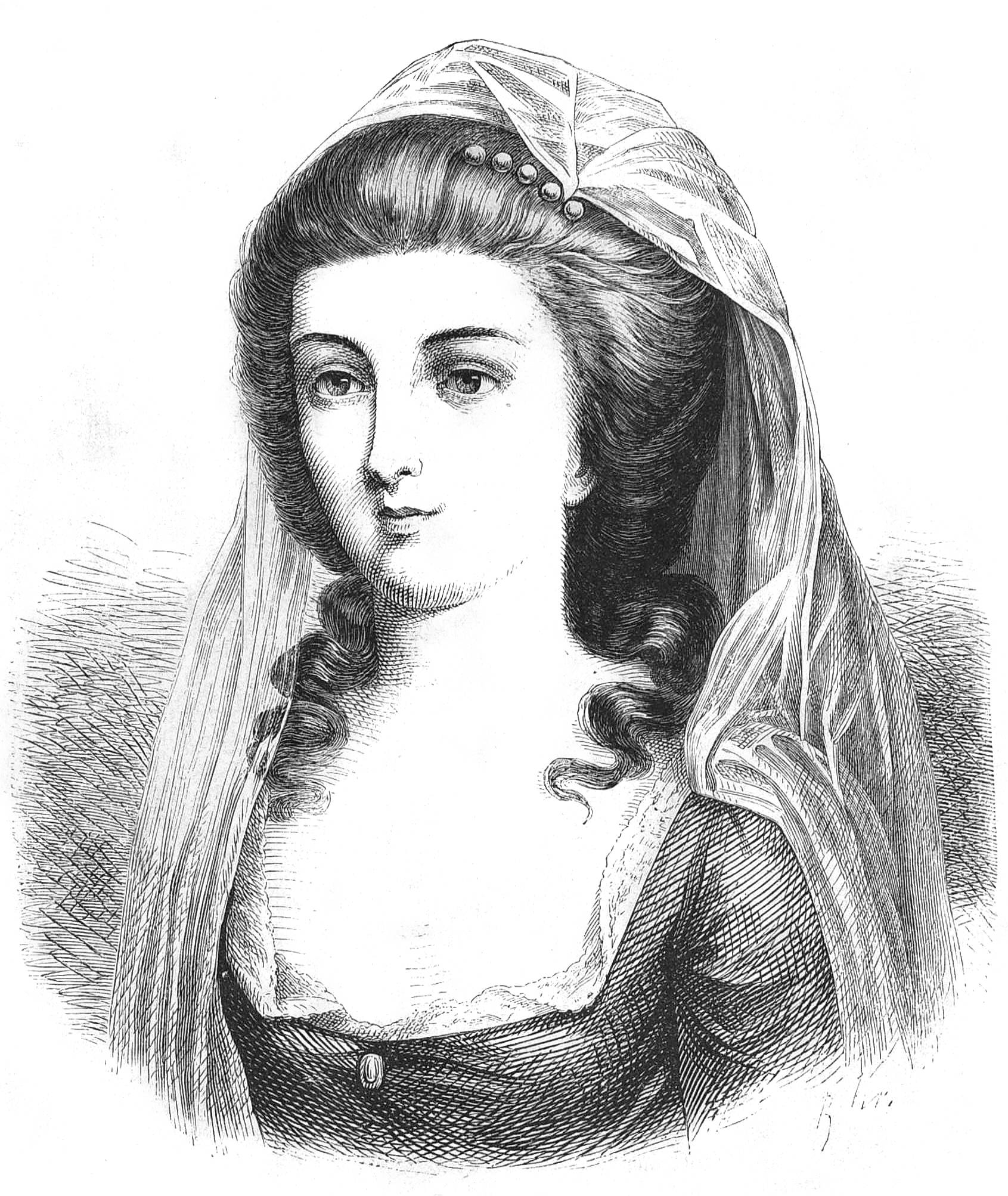
Caroline Beck

Caroline Beck, auch Karoline Beck, geborene Karoline Ziegler (31. Januar 1766 in Mannheim – 24. Juli 1784 ebenda) war eine deutsche Theaterschauspielerin.

## Leben
Beck, Tochter des Hofgerichtsrats Ziegler, wurde nur 18 Jahre alt und doch zählte sich schon zu den namhaftesten Talenten der tragischen Liebhaberinnen. 

„Nie habe ich den Augenblick der Dichtung so wiedergeben sehen. Nie habe ich diese Accente wiedergehört, noch nie die Melodie der Liebe, wie sie in Fieskos Gattin von diesen Lippen tönte.“

Sie war mit dem Schauspieler Heinrich Beck kaum ein Jahr verheiratet, als ein Sturz in Emilia Galotti während ihrer Schwangerschaft zu ihrem Tod führte.